# GP Cephei
GP Cephei (GP Cep / HD 211853 / HIP 110154 / WR 153ab) es un sistema estelar en la constelación de Cefeo de magnitud aparente +9,03.
Se encuentra a 2750 pársecs —8970 años luz— del sistema solar.
GP Cephei es un sistema cuádruple compuesto por dos sistemas binarios.
El par principal —GP Cephei Aa/Ab— tiene un período orbital de 6,6884 días y consta de una estrella de Wolf-Rayet de tipo espectral WN6 junto a una supergigante azul de tipo O6I.
Las estrellas de Wolf-Rayet —de las que apenas hay 667 catalogadas en nuestra galaxia— constituyen una etapa normal en la evolución de estrellas muy masivas, y en su espectro se observan líneas de emisión intensas de helio y nitrógeno.
La estrella de Wolf-Rayet de GP Cephei, como es característico de esta clase de estrellas, tiene una temperatura efectiva muy elevada —37.660 K— y brilla con una luminosidad 29.650 veces superior a la del Sol.
Su masa es aproximadamente 15 o 16 veces mayor que la masa solar aunque pierde masa estelar a un ritmo comprendido entre 0,8 y 3 × 10-5 masas solares por año.
Por su parte, la componente azul tiene una temperatura aproximada de 20.650 K.
Es 15.170 veces más luminosa que el Sol y 24 veces más masiva que éste.
La edad de esta binaria —estimada a partir de diversos modelos evolutivos— es de unos 2,2 millones de años.
El par constituye una binaria eclipsante cuyo brillo disminuye 0,11 magnitudes durante el eclipse.
La otra binaria del sistema, GP Cephei Ba/Bb, está constituida por una supergigante blanco-azulada de tipo B0I y una componente B1V-III.
También es una binaria eclipsante, aunque en este caso se observan en su curva de luz dos mínimos por ciclo, siendo el período de este subsistema de 3,47 días.
Por último cabe señalar que GP Cephei es considerada una estrella fugitiva, ya que se mueve a través del espacio con una velocidad inusitadamente alta en relación con el medio interestelar circundante.